# Philippe Goffin (homme politique)
Pour les articles homonymes, voir Goffin.
Le texte peut changer fréquemment, n’est peut-être pas à jour et peut manquer de recul. 
Le titre et la description de l'acte concerné reposent sur la qualification juridique retenue lors de la rédaction de l'article et peuvent évoluer en même temps que celle-ci.
Philippe Goffin, né le 1er avril 1967 à Rocourt, est un homme politique belge francophone, membre du Mouvement réformateur. 
Il est bourgmestre de Crisnée et ministre des Affaires étrangères et de la Défense en 2019 et 2020. 

## Biographie

### Études
- Diplômé en notariat, Katholieke Universiteit Leuven (1992-1993)
- Juriste, Université catholique de Louvain - Katholieke Universiteit Leuven (1986-1992)
- Études secondaires, Collège Saint-Servais, Liège (1979-1985)

Philippe Goffin est licencié en droit et en notariat. Mais n'a jamais pu accéder a la fonction de notaire.[réf. nécessaire]

### Carrière politique
Philippe Goffin devient bourgmestre de la commune de Crisnée en 2000 et est réélu en 2006, 2012 et en 2018.
En 2010, il est élu député à la Chambre. 
Aux élections fédérales du 26 mai 2019, il se présente en Province de Liège, en 3e place sur la liste MR menée par Daniel Bacquelaine. Il est réélu à la Chambre avec 14 717 voix. À la suite du départ de Charles Michel de la Présidence du MR, il se présente aux élections internes au parti et perd au deuxième tour face à Georges-Louis Bouchez, le 29 novembre 2019,
Le 30 novembre 2019, il entre au gouvernement fédéral en affaires courantes comme ministre des Affaires étrangères et de la Défense, en remplacement de Didier Reynders, qui devient commissaire européen. Lorsque le gouvernement en affaires courantes est remplacé par le gouvernement de plein exercice. Philippe Goffin retrouve ses fonctions de bourgmestre de la Commune de Crisnée.
Il est élu député à la Chambre des représentants à la suite des élections législatives fédérales belges de 2024.

### Controverses
Le choix fait par Philippe Goffin d'une société luxembourgeoise pour l'approvisionnement des masques est critiqué, celle-ci se révélant incapable de répondre à la demande, à la fois en quantité et en qualité. Le procureur général a ouvert une enquête et a demandé aux services anti-corruption de la police fédérale de rechercher des indices.

## Mandats
- Ministre des Affaires étrangères et de la Défense (2019 - 2020)[9]
- Bourgmestre empêché de Crisnée du 30 novembre 2019[10] au 1er octobre 2020)
- Bourgmestre de Crisnée depuis 2000
- Membre du Bureau de la Chambre des représentants (Juin 2019 - Novembre 2019)
- Président de la Commission Justice de la Chambre des représentants (2014-2019)
- Membre du Parlement belge pour le Mouvement réformateur depuis 2010[1]